# Big Eye Arch
Big Eye Arch (dosłownie: Wielkie Oko) – naturalny łuk skalny w stanie Utah w Stanach Zjednoczonych, w północnej części Parku Narodowego Arches na terenie Devil’s Garden.